# 李仰止
李仰止（1500年—？年），字君山，福建興化府莆田縣人，民籍，明朝政治人物。同進士出身。

## 生平
十二月初五日生，行一，治《詩經》，嘉靖十三年（1534年）甲午科福建鄉試第八十八名舉人，曾任浙江湯溪縣學教諭。年四十二歲中式嘉靖二十年辛丑科會試第七十七名，第三甲第六十五名進士。授浙江绍兴府推官。

## 家族
曾祖李士元；祖李時寧；父李從威；前母魏氏；蘇氏。永感下，妻黃氏，弟仰敬；仰舜；仰孟；德用（貢士）。